# Txeboksari
Xupaixkar o Txeboksari (txuvaix: Шупашкар [ʂubɑʂˈkɑr], Şupaşkar, Xupaixkar; rus: Чебокса́ры, Txeboksari) és una ciutat de Rússia, capital de Txuvàixia, i port al riu Volga. La seva població és de 496.350 habitants (2024). Té una ciutat satèl·lit, Śĕnĕ Şupaşkar (en txuvaix: «nou Xupaixkar»), a uns sis kilòmetres a l'est amb una població de 120.650 habitants (cens 2021).
La ciutat està dividida en tres districtes: els de Kalinin, Lenin i Moscou. El territori administratiu de la ciutat té una part rural i majoritàriament boscosa a l'altra riba del Volga, l'única part de Txuvàixia a la riba esquerra del Volga.

## Història
Les excavacions arqueològiques mostren construccions búlgarotxuvaixes dels segles xii a l'emplaçament de l'antic nucli urbà i un assentament urbà del tombant dels segles xiii i xiv. Alguns autors suposen que la ciutat podria haver-se fundat per refugiats búlgars, potser en part provinent de la ciutat d'Aslă Suvar («antic Suvar»), cap a 1237, que fugien de la conquesta mongola de la Bulgària del Volga.
A la Carta de Pizzigano de 1367 i al tercer mapa de l'Atles català de 1375, en lloc de Xupaixkar, es dibuixa una imatge d'una ciutat sense indicació del nom. Al mapamundi de Fra Mauro de 1459, basat en mapes anteriors, la ciutat de Veda-Suar es troba al lloc de ciutat. Aquest nom sembla provenir del txuvaix Văta Săvar («Suvar mig/mitjà», els suvars essent un poble lligat als txuvaixos o una altra denominació per a ells).
Una crònica russa esmenta «Txeboksar» com un assentament conegut a la ruta del Volga en relació amb la campanya del voivoda Ivan Runo contra Kazan el maig de 1469. És aquesta data la que, en època soviètica, es va decidir retenir i va incloure's en l'escut de la ciutat. Des de llavors, la ciutat ha celebrat els 500 anys (el 1969) i els 550 anys (el 2019) de la ciutat, la qual cosa no ha estat exempta de polèmica.

## Clima
| Dades climàtiques a Txeboksari/Xupaixkar (normals: 1991–2020, extremes: 1929–2020) | Dades climàtiques a Txeboksari/Xupaixkar (normals: 1991–2020, extremes: 1929–2020) | Dades climàtiques a Txeboksari/Xupaixkar (normals: 1991–2020, extremes: 1929–2020) | Dades climàtiques a Txeboksari/Xupaixkar (normals: 1991–2020, extremes: 1929–2020) | Dades climàtiques a Txeboksari/Xupaixkar (normals: 1991–2020, extremes: 1929–2020) | Dades climàtiques a Txeboksari/Xupaixkar (normals: 1991–2020, extremes: 1929–2020) | Dades climàtiques a Txeboksari/Xupaixkar (normals: 1991–2020, extremes: 1929–2020) | Dades climàtiques a Txeboksari/Xupaixkar (normals: 1991–2020, extremes: 1929–2020) | Dades climàtiques a Txeboksari/Xupaixkar (normals: 1991–2020, extremes: 1929–2020) | Dades climàtiques a Txeboksari/Xupaixkar (normals: 1991–2020, extremes: 1929–2020) | Dades climàtiques a Txeboksari/Xupaixkar (normals: 1991–2020, extremes: 1929–2020) | Dades climàtiques a Txeboksari/Xupaixkar (normals: 1991–2020, extremes: 1929–2020) | Dades climàtiques a Txeboksari/Xupaixkar (normals: 1991–2020, extremes: 1929–2020) | Dades climàtiques a Txeboksari/Xupaixkar (normals: 1991–2020, extremes: 1929–2020) |
| Mes                                                                                | gen                                                                                | febr                                                                               | març                                                                               | abr                                                                                | maig                                                                               | juny                                                                               | jul                                                                                | ag                                                                                 | set                                                                                | oct                                                                                | nov                                                                                | des                                                                                | anual                                                                              |
| ---------------------------------------------------------------------------------- | ---------------------------------------------------------------------------------- | ---------------------------------------------------------------------------------- | ---------------------------------------------------------------------------------- | ---------------------------------------------------------------------------------- | ---------------------------------------------------------------------------------- | ---------------------------------------------------------------------------------- | ---------------------------------------------------------------------------------- | ---------------------------------------------------------------------------------- | ---------------------------------------------------------------------------------- | ---------------------------------------------------------------------------------- | ---------------------------------------------------------------------------------- | ---------------------------------------------------------------------------------- | ---------------------------------------------------------------------------------- |
| Màxima rècord °C (°F)                                                              | 4.7 (40.5)                                                                         | 5.0 (41)                                                                           | 13.5 (56.3)                                                                        | 28.6 (83.5)                                                                        | 32.6 (90.7)                                                                        | 36.4 (97.5)                                                                        | 38.6 (101.5)                                                                       | 39.9 (103.8)                                                                       | 29.7 (85.5)                                                                        | 25.0 (77)                                                                          | 13.4 (56.1)                                                                        | 7.0 (44.6)                                                                         | 39.9 (103.8)                                                                       |
| Màxima mitjana °C (°F)                                                             | −7.3 (18.9)                                                                        | −6.6 (20.1)                                                                        | −0.3 (31.5)                                                                        | 9.9 (49.8)                                                                         | 18.9 (66)                                                                          | 22.5 (72.5)                                                                        | 24.9 (76.8)                                                                        | 22.5 (72.5)                                                                        | 16.2 (61.2)                                                                        | 7.9 (46.2)                                                                         | −0.6 (30.9)                                                                        | −5.6 (21.9)                                                                        | 8.5 (47.3)                                                                         |
| Mitjana diària °C (°F)                                                             | −10.0 (14)                                                                         | −9.6 (14.7)                                                                        | −3.6 (25.5)                                                                        | 5.3 (41.5)                                                                         | 13.4 (56.1)                                                                        | 17.5 (63.5)                                                                        | 19.7 (67.5)                                                                        | 17.4 (63.3)                                                                        | 11.7 (53.1)                                                                        | 4.7 (40.5)                                                                         | −2.8 (27)                                                                          | −8.0 (17.6)                                                                        | 4.6 (40.3)                                                                         |
| Mínima mitjana °C (°F)                                                             | −12.7 (9.1)                                                                        | −12.4 (9.7)                                                                        | −6.6 (20.1)                                                                        | 1.3 (34.3)                                                                         | 8.3 (46.9)                                                                         | 12.7 (54.9)                                                                        | 14.9 (58.8)                                                                        | 13.0 (55.4)                                                                        | 8.0 (46.4)                                                                         | 2.1 (35.8)                                                                         | −4.8 (23.4)                                                                        | −10.4 (13.3)                                                                       | 1.1 (34)                                                                           |
| Mínima rècord °C (°F)                                                              | −42.3 (−44.1)                                                                      | −42.2 (−44)                                                                        | −32.5 (−26.5)                                                                      | −21.4 (−6.5)                                                                       | −5.1 (22.8)                                                                        | −4.8 (23.4)                                                                        | 1.7 (35.1)                                                                         | −1.5 (29.3)                                                                        | −7.5 (18.5)                                                                        | −15.3 (4.5)                                                                        | −29.9 (−21.8)                                                                      | −44.3 (−47.7)                                                                      | −44.3 (−47.7)                                                                      |
| Precipitació mitjana mm (polzades)                                                 | 32 (1.26)                                                                          | 24 (0.94)                                                                          | 29 (1.14)                                                                          | 33 (1.3)                                                                           | 41 (1.61)                                                                          | 64 (2.52)                                                                          | 70 (2.76)                                                                          | 59 (2.32)                                                                          | 51 (2.01)                                                                          | 58 (2.28)                                                                          | 43 (1.69)                                                                          | 36 (1.42)                                                                          | 540 (21.26)                                                                        |
| Mitjana de dies de pluja                                                           | 2                                                                                  | 0                                                                                  | 3                                                                                  | 10                                                                                 | 16                                                                                 | 15                                                                                 | 13                                                                                 | 12                                                                                 | 20                                                                                 | 15                                                                                 | 11                                                                                 | 10                                                                                 | 127                                                                                |
| Mitjana de dies de neu                                                             | 25                                                                                 | 16                                                                                 | 16                                                                                 | 4                                                                                  | 0                                                                                  | 0                                                                                  | 0                                                                                  | 0                                                                                  | 0                                                                                  | 7                                                                                  | 14                                                                                 | 23                                                                                 | 105                                                                                |
| Humitat relativa mitjana (%)                                                       | 85                                                                                 | 80                                                                                 | 79                                                                                 | 58                                                                                 | 56                                                                                 | 59                                                                                 | 52                                                                                 | 62                                                                                 | 74                                                                                 | 79                                                                                 | 87                                                                                 | 86                                                                                 | 71                                                                                 |
| Font: Погода и Климат                                                              |                                                                                    |                                                                                    |                                                                                    |                                                                                    |                                                                                    |                                                                                    |                                                                                    |                                                                                    |                                                                                    |                                                                                    |                                                                                    |                                                                                    |                                                                                    |